# Gunning for Vengeance
Gunning for Vengeance è un film del 1946 diretto da Ray Nazarro.
È un western statunitense ambientato nel 1888 con Charles Starrett, Marjean Neville, e Smiley Burnette.
Fa parte della serie di film western della Columbia incentrati sul personaggio di Durango Kid.

## Produzione
Il film, diretto da Ray Nazarro su una sceneggiatura di Louise Rousseau e Ed Earl Repp e un soggetto dello stesso Rousseau, fu prodotto da Colbert Clark per la Columbia Pictures e girato nell'Iverson Ranch a Chatsworth, Los Angeles, California, dal 4 al 13 giugno 1945. Il titolo di lavorazione fu Burning the Trail.

## Distribuzione
Il film fu distribuito negli Stati Uniti dal 21 marzo 1946 al cinema dalla Columbia Pictures.
Altre distribuzioni:
- in Brasile (Injusta Acusação)
- nel Regno Unito (Jail Break)

## Promozione
Le tagline sono:
- ROBIN HOOD OF THE RANGE!
- RIP-ROARIN' ACTION !
- Hitting A Double High In Outdoor ACTION...FUN...MUSIC!
- Twice The Western Action! Twice The Western Fun And Melody!
- Outlaws Have Double Trouble Now...Durango And Burnette!